# An Archdemon's Dilemma: How to Love Your Elf Bride
«An Archdemon's Dilemma: How to Love Your Elf Bride» (яп. 魔王の俺が奴隷エルフを嫁にしたんだが、どう愛でればいい?, Maō no Ore ga Dorei Erufu o Yome ni Shita ndaga, Dō Medereba ī?, Я Архідемон, що взяв рабиню Ельфійку в дружини) — серія ранобе, написана Фумінорі Тешімою та ілюстрована COMTA. Перший том ранобе був опублікований у лютому 2017 року видавництвом Hobby Japan під їхнім імпринтом HJ Bunko. Станом на квітень 2024 року випущено 18 томів. Манґа-адаптація з ілюстраціями Хако Ітаґакі публікується на вебсайті Comic Fire від Hobby Japan з лютого 2018 року. Як ранобе, так і манґа були ліцензовані в Північній Америці компанією J-Novel Club. Аніме-адаптація у форматі телевізійного серіалу, створена студією TMS Entertainment і анімована Brain's Base, транслювалася з квітня по червень 2024 року.

## Сюжет
Під час підпільного аукціону чарівник Заган зустрічає прекрасну ельфійку-рабиню Нефелію (скорочено Нефі) і одразу закохується в неї з першого погляду, витрачаючи весь свій статок щоб придбати її. Спочатку молода ельфійка не проявляє до Загана жодного романтичного інтересу. Однак, коли вони починають жити разом у замку Загана, їхні стосунки поступово налагоджуються і розвиваються. У ході їхнього спільного життя пара знайомиться з новими друзями, протистоїть могутнім ворогам і прагне досягти мирного й щасливого життя разом.

## Персонажі
Заган (яп. ザガン, Zagan)
Заган — найновіший і наймолодший з 13 архідемонів, титул, який отримують наймогутніші маги сучасності. Він живе на самоті у своєму замку, поки не закохується з першого погляду в Нефелію і не витрачає всі свої статки, щоб викупити її на аукціоні. Попри брак комунікативних навичок і початкову байдужість Нефі, Заган зближується з нею, і з часом вони стають парою.
Як архідемон, Заган стикається з багатьма могутніми ворогами: іншими магами, які прагнуть завоювати його титул, церквою, що вважає його загрозою для світу, та кількома іншими архідемонами, які мають власні плани щодо нього і Нефі.
Нефі (яп. ネフィ, Nefi)
Нефелія (зазвичай Нефі) — молода та красива ельфійка, яку Заган викупив на аукціоні. Спочатку вона не відчувала до нього романтичних почуттів, вважаючи його черговим жорстоким і страшним господарем, від якого прагнула втекти. Однак, з часом, проводячи більше часу разом, вона почала довіряти йому і поступово відповіла на його почуття, ставши його нареченою.
Хоча Заган хоче позбутися рабського нашийника, який їх пов'язує, Нефі не бажає цього, адже цей нашийник для неї є символом їхнього нерозривного зв'язку. Насправді вона є ельфійкою рідкісного роду, здатною використовувати потужну та унікальну святу магію. Згодом вона опановує цю магію, щоб допомагати Загану в битвах. Проте її особливі здібності роблять Нефі метою для інших архідемонів, які прагнуть заволодіти її силою.
Частіль Ліллквіст (яп. シャスティル・リルクヴィスト, Shasutiru Rirukuvisuto)
Молода Свята Лицарка, яка володіє одним із 12 Святих Мечів. Попри це, Частіль досить незграбна і надмірно емоційна. Вона стає близькою подругою Загана і Нефі, коли починає жити разом із ними.
Барбатос (яп. バルバロス, Barubarosu)
Рівний Загана суперник, який спочатку заздрив його силі та титулу архідемона. Проте згодом він неохоче стає його союзником, допомагаючи Загану та Нефі завдяки своїй магії телепортації. Згодом Барбатос починає проявляти почуття до Частіль, піклуючись про неї.
Валефор / Фор (яп. フォル, Foru)
Молода дівчина-дракон, яку Заган і Нефі взяли під свою опіку після вбивства її батька.
Рафаель Гюрандель (яп. ラーファエル・ヒュランデル, Rāfaeru Hyuranderu)
Могутній Святий Лицар, який має власну таємницю.
Мануела (яп. マニュエラ, Manyuera)
Молода напівлюдина з крилами, яка керує магазином одягу неподалік замку Загана. Вона дружелюбна, добра й життєрадісна. Разом із Частіль стає близькою подругою Нефі.

## Медіа

### Ранобе
Hobby Japan опублікував перший том ранобе в друкованому вигляді з ілюстраціями COMTA 1 лютого 2017 року. Станом на 1 квітня 2024 року вийшло вісімнадцять томів. Ранобе ліцензована в Північній Америці компанією J-Novel Club.
| №  | Дата виходу      | ISBN                                               |
| -- | ---------------- | -------------------------------------------------- |
| 1  | 1 лютого 2017    | ISBN 978-4-7986-1381-9                             |
| 2  | 1 червня 2017    | ISBN 978-4-7986-1460-1                             |
| 3  | 1 вересня 2017   | ISBN 978-4-7986-1517-2                             |
| 4  | 29 грудня 2017   | ISBN 978-4-7986-1584-4                             |
| 5  | 31 березня 2018  | ISBN 978-4-7986-1678-0                             |
| 6  | 1 серпня 2018    | ISBN 978-4-7986-1723-7                             |
| 7  | 1 грудня 2018    | ISBN 978-4-7986-1820-3                             |
| 8  | 1 квітня 2019    | ISBN 978-4-7986-1906-4                             |
| 9  | 31 серпня 2019   | ISBN 978-4-7986-1997-2                             |
| 10 | 1 лютого 2020    | ISBN 978-4-7986-2121-0 ISBN 978-4-7986-2078-7 (СВ) |
| 11 | 1 серпня 2020    | ISBN 978-4-7986-2230-9                             |
| 12 | 1 квітня 2021    | ISBN 978-4-7986-2394-8                             |
| 13 | 1 вересня 2021   | ISBN 978-4-7986-2577-5                             |
| 14 | 28 грудня 2021   | ISBN 978-4-7986-2703-8                             |
| 15 | 1 червня 2022    | ISBN 978-4-7986-2829-5                             |
| 16 | 1 листопада 2022 | ISBN 978-4-7986-2985-8                             |
| 17 | 1 серпня 2023    | ISBN 978-4-7986-3243-8                             |
| 18 | 1 квітня 2024    | ISBN 978-4-7986-3501-9                             |

### Манґа
Адаптація манґи, проілюстрована Хако Ітагакі, почала серіалізацію на сайті Comic Fire від Hobby Japan у лютому 2018 року. Станом на 3 червня 2024 року серія зібрана в 12 томах. Манґа також ліцензована компанією J-Novel Club.
| №  | Дата виходу      | ISBN                                               |
| -- | ---------------- | -------------------------------------------------- |
| 1  | 27 серпня 2018   | ISBN 978-4-7986-1756-5                             |
| 2  | 22 лютого 2019   | ISBN 978-4-7986-1870-8                             |
| 3  | 27 серпня 2019   | ISBN 978-4-7986-1984-2                             |
| 4  | 2 лютого 2020    | ISBN 978-4-7986-2131-9                             |
| 5  | 27 серпня 2020   | ISBN 978-4-7986-2269-9                             |
| 6  | 1 березня 2021   | ISBN 978-4-7986-2432-7                             |
| 7  | 1 вересня 2021   | ISBN 978-4-7986-2586-7                             |
| 8  | 1 квітня 2022    | ISBN 978-4-7986-2649-9                             |
| 9  | 1 листопада 2022 | ISBN 978-4-7986-2896-7                             |
| 10 | 1 червня 2023    | ISBN 978-4-7986-3072-4                             |
| 11 | 1 грудня 2023    | ISBN 978-4-7986-3261-2                             |
| 12 | 3 червня 2024    | ISBN 978-4-7986-3543-9 ISBN 978-4-7986-3545-3 (СВ) |

Спіноф манґи, створений Момо Футабою, під назвою An Archdemon's (Friend's) Dilemma: How to Love a Crybaby Knight (яп. 悪友の俺がポンコツ騎士を見てられないんだが、どう世話を焼きゃいい? ～まどめ外伝～, Дилема злодія: Як не надто втручатися в життя незграбного святого лицаря) почала серіалізацію на тому ж сайті в грудні 2021 року. Станом на 3 червня 2024 року серія зібрана в 3 томах. Під час свого панелю на Anime Expo 2023 компанія J-Novel Club оголосила, що ліцензувала спіноф манґу.
| № | Дата виходу      | ISBN                   |
| - | ---------------- | ---------------------- |
| 1 | 1 листопада 2022 | ISBN 978-4-7986-2991-9 |
| 2 | 1 вересня 2023   | ISBN 978-4-7986-3268-1 |
| 3 | 3 червня 2024    | ISBN 978-4-7986-3546-0 |

### Аніме
Адаптація аніме-серіалу була анонсована 27 жовтня 2022 року. Продюсована та спланована TMS Entertainment, анімація створена Brain's Base. Режисером є Хіросі Ішіодорі, сценарії серіалу курував Ая Йошінаґа, дизайн персонажів розроблений Міна Ōсава, анімацію контролювалась Кеїджі Гото, музику скомпонувано Юма Ямаґучі, а нарацію веде Тошіюкі Морікава. Серіал виходив в ефір з 5 квітня по 21 червня 2024 року на Tokyo MX та інших мережах. Опенінґ серіалу — «Wakaranai Ai» (ワカラナイアイ, «Любов, яку я не можу зрозуміти»), виконаний The Brow Beat, а ендонінг — «Tweedia» (ブルースター, «Блакитна зірка»), виконаний Саєю Ямамото. Crunchyroll ліцензував серіал.
Аніме охоплює перші 24 розділи манґи з оригінальним епізодом як фіналом.
| № серії | Назва серії | Режисер(и)                  | Сценарист(и) | Режисер(и) анімації | Оригінальна дата показу |
| --- | --- | --------------------------- | ------------ | ------------------- | ----------------------- |
| 1 | «Перше кохання — це як неприємна хвороба, яку кожен підхоплює хоча б раз» Транслітерація: «Hatsukoi to wa Dare Mo ga Ichi Do wa Kakaru Shitsu no Warui Yamaidearu.» (яп. 初恋とは誰もが一度はかかる質の悪い病である。)                     | Хіросі Ішіодорі             | Ая Йошинага  | Харука Канбара      | 5 квітня 2024           |
| На лісовій стежці, що перетинає подвір'я чаклуна Загана, молода дівчина з червоним волоссям зазнає нападу та майже гине від рук чоловіка, який може змінювати своє обличчя. Роздратований перешкодою, Заган з'являється і без зусиль вбиває нападника, через що дівчина втрачає свідомість. Не знаючи, що з нею робити, він прибирає після себе безлад і залишає її на дорозі, щоб мандрівники знайшли її. Чаклун-сусід, Барбатос, з'являється і запрошує Загана приєднатися до нього на аукціон архідемона, який нещодавно помер. На аукціоні виявляється, що архідемон придбав рідкісну і прекрасну молоду ельфійку як рабиню, і вона зараз продається, початкова ціна — десять тисяч золотих. Закохавшись з першого погляду, Заган негайно ставить ставку всіма своїми статками в один мільйон золотих і купує її. Привівши її додому, він усвідомлює, що не має уявлення, як правильно з нею спілкуватися, і все, що він каже, лякає її. Після того, як він неодноразово лякав її своєю різкою промовою та грозовими проявами сили, і після того, як неодноразово запевнив її, що не має наміру вбивати її або використовувати як жертву, він готує кімнату на верхньому поверсі вежі з прекрасним видом на всю околицю, де ельфійка має залишитися. | |                             |              |                     |                         |
| 2 | «Перше кохання з соціальною тривогою смакує дуже схоже на запліснявілий хліб» Транслітерація: «Komyushō no Hatsukoi wa Kabita Pan no Aji ni Niteiru» (яп. コミュ障の初恋はカビたパンの味に似ている)                                        | Хіросі Ішідорі              | Ая Йошинага  | Казуе Комацу        | 12 квітня 2024          |
| Після дуже нудного сніданку Заган усвідомлює, що не має уявлення, що їдять звичайні люди. Нефі пропонує приготувати йому домашню страву, і двоє вирушають купувати інгредієнти в найближчому місті. По дорозі Заган розуміє, що витратив усі свої гроші на купівлю Нефі, і думає, що робити, коли розбійники нападають на торговий віз, що був поруч, він захищає його через прохання Нефі. Відповідно він отримує значну нагороду і може купити все, що потрібно. Також він дізнається, що люди лякаються через його вираз обличчя, але знають, що він не поганий чаклун, як інші, оскільки врятував кількох з них. | |                             |              |                     |                         |
| 3 | «Чим тихіші вони, тим більше руйнівно страшні, коли зляться» Транслітерація: «Fudan Otonashī Ko Hodo Okoru to Hakai-teki ni Osoroshī» (яп. 普段おとなしい子ほど怒ると破壊的に恐ろしい)                                                     | Аріса Шіма і Хіросі Ішідорі | Ая Йошинага  | Хіросі Ішідорі      | 19 квітня 2024          |
| Частіль червоноока дівчина, яку Заган врятував деякий час тому, виявляється Ангельським Лицарем, коли вона та кілька її товаришів нападають на замок Загана. Вона знала що він не злий, і бій ще більше похитує її віру. Заган не хоче убивати їх через Нефі, тому в основному діє в обороні. Коли його вагання ставлять його під загрозу, Нефі вивільняє свої сильні вроджені сили, щоб врятувати його. Лицарі відходять поранені й переможені, залишаючи Частіль спантеличеною подіями. | |                             |              |                     |                         |
| 4 | «Коли архідемон пропонує тобі що-небудь, краще відмовитися» Транслітерація: «Maō Kara no Kanyū toka Rokuna Koto ni Naranai kara, Kotowatta Kata ga Īi» (яп. 魔王からの勧誘とかロクなことにならないから、断った方がいい)                    | Шізука Сугавара             | Ая Йошинага  | Мінору Охара        | 26 квітня 2024          |
| Після бою Нефі піклується про Загана. Він дізнається, що її сили поширюються на лікування, оскільки його поранення зникають. Заган вирішує взяти її на навчання. Особливо після візиту іншого чаклуна, який підтримує його рішення. Однак після того, як його викликають 12 архідемонів і пропонують посаду 13-го архідемона, він сумнівається, що зможе дати їй нормальне життя, і боїться, що інші архідемони захочуть їй зашкодити, тому розриває нашийник на її шиї і говорить їй піти. Нефі, розбита та зраджена, сидить сама в темному провулку і думає, що робити далі. | |                             |              |                     |                         |
| 5 | «Розбиття серця може бути буквально, фізично болючим» Транслітерація: «Shitsuren to Iu no wa Butsuri-teki ni mo Kekkō Itai Mono de» (яп. 失恋というのは物理的にもけっこう痛いもので)                                                       | Казуе Комацу                | Шінго Ір'є   | Хіросі Ішодорі      | 3 травня 2024           |
| Розбита і сама, Нефі знаходять у селі люди з Кіаноїдес. Частіль перша вступає з нею в контакт, що призводить до непорозуміння серед селян, які вважають, що вона її цькує. Вони зрештою з'ясовують, що сталося з Заганом, і розуміють, що він намагався захистити Нефі. Коли Нефі збиралася повернутися до нього, її разом з Частіль викрадає фальшивий Заган. Подруга Нефі йде і попереджає Загана, і він точно знає, хто це. Це був його нібито друг Барбатос, який заздрив тому що Заган переміг його майстра, і вважав що вся сила, гроші, замок і титул архідемона мають належати йому, бо він вважав що заслуговує на це більше. Заган з'являється коли Барбатос збирається атакувати Нефі. | |                             |              |                     |                         |
| 6 | «Якщо ти архідемон, ти майже зобов'язаний поводитися брутально» Транслітерація: «Maō ni Natta kara ni wa Bōjakubujin ni Furumai Gimu-mitai na Mono ga aru» (яп. 魔王になったからには傍若無人に振る舞いみたいなものがある)                  | Хіросі Ішіодорі             | Ая Йошинага  | Хіросі Ішідорі      | 10 травня 2024          |
| Заган прибув, щоб зустрітися з Барбатосом і врятувати Нефі, водночас рятуючи і Частіль. Бій тривав недовго, адже Заган розкрив, що знав, що саме Барбатос стоїть за всім, що відбувалося поблизу села останнім часом, адже тільки він міг так легко пройти через його охорону. Барбатос також постійно з'являвся перед Заганом після певних подій, що змушувало Загана ще більше підозрювати його. Це дозволило йому легко вивчити магію ворога і перемогти його. Невдале зіткнення магії Загана та кола виклику Барбатоса призвело до того, що випадково і несподівано був викликаний демон неймовірної сили. Герб Загана як архідемона відреагував і демон підкорився йому. Заган просто відправив його назад і повернувся додому, переконавшись, що всі в порядку після того, як печера обрушилася. Барбатос пішов, пообіцявши принести йому хороше пиво. | |                             |              |                     |                         |
| 7 | «Навіть архідемон повинен знати, що не можна піднімати руку на дитину» Транслітерація: «Maō Datte Chisai Ko Ni Te o Ageru no wa Yokunai» (яп. 魔王だって小さい子に手をあげるのは良くない)                                                  | Шігеру Уеда                 | Шінго Ір'є   | Коічі Ōхата         | 17 травня 2024          |
| Частіль відмовляється від своєї ролі в церкві, оскільки не хоче полювати на Загана. Священник каже, що захистить її якнайкраще, оскільки меч вибирає носія і він не вважає, що той помилився. Фор приходить кинути виклик Загані, коли той їсть, що дуже розлючує його, і він нокаутує вторгнення, лише щоб виявити, що це була всього лише дитина драконоїд. Він вирішує змусити її допомогти Нефі з її завданням як покарання. Згодом він пропонує взяти її під свою охорону, щоб її не полювали, і вона могла б мати місце для життя та допомагати. | |                             |              |                     |                         |
| 8 | «Я знайшов дракона, і тепер здається наче вона моя дочка» Транслітерація: «Ryū o Hirottara Natsukareta node Musume ni Suru Koto ni Shita» (яп. 竜を拾ったら懐かれたので娘にすることにした)                                                 | Шізукі Сугавара             | Шінго Ір'є   | Шізукі Сугавара     | 24 травня 2024          |
| Заган, Нефі та Фор розслідують старий маєток Маркосіаса. Він знаходить місце, де бачив свій герб. Прибуває ветеран священного меча. Він кидає виклик Частіль взяти меч знову або померти, оскільки меч без неї марний, і вона повинна виконати свою мету, інакше… Вона продовжує кидати йому виклик, але вирішує взяти меч, навіть якщо це означає йти проти нього. Заган п'є і розмовляє з Барбатосом, коли їх перериває ветеран. | |                             |              |                     |                         |
| 9 | «Ситуація з ангельським лицарем виглядає як безлад, у який я б не хотів втягуватися» Транслітерація: «Hijiri Kishi no Jijo wa Dorodoro Shiteiru Node Kakawaritakunai no Daga» (яп. 聖騎士の事情はドロドロしているので関わりたくないのだが) | Такафумі Фудзі              | Ая Йошинага  | Коічі Ōхата         | 31 травня 2024          |
| Заган та Барбатос зустрічають ветерана Рафаеля під час пиятики, і лунає попередження. Коли життя Частіль опиняється під загрозою, Заган пропонує їй притулок. Фор та Частіль продовжують битися, оскільки саме священний мечник вбив батьків Фор. Заган каже Фор, щоб вона пішла за справжнім вбивцею, а не за іншими, адже це не дасть їй задоволення в іншому випадку. Він навіть пропонує допомогу. Частіль, зі свого боку, важко звикає до життя в замку. | |                             |              |                     |                         |
| 10 | «Звісно, батьки панікують коли їхня дочка тікає з дому» Транслітерація: «Musume ni Ie Desaretara Oya to Shite wa Hisshi ni Naru Mono de.» (яп. 娘に家出されたら親としては必死になるもので)                                                 | Шігеру Уеда                 | Ая Йошинага  | Мінору Охара        | 7 червня 2024           |
| Фор вирушає розслідувати старий замок архідемона, щоб знайти зброю для своєї помсти. Однак, перш ніж вона встигає потрапити до маєтку, її атакує Рафаель. Заган встигає втрутитися та врятувати Фор. Рафаель втрачає бажання битися, дізнавшись, хто був батьком Фор. З'являється демон-охоронець замку, і Заган має проблеми з його контролем. Демон атакує Фор, але Рафаель захищає її. Демон знищується. | |                             |              |                     |                         |
| 11 | «Все одно очевидно, обов'язок ангельського лицаря — знищувати злих монстрів» Транслітерація: «Sore Demo Jāku-na Mamono o Yattsukeru no ga Hijiri Kishi-rashī» (яп. それでも邪悪な魔物をやっつけるのが聖騎士らしい)                         | Казуе Комацу                | Ая Йошинага  | Коічі Ōхата         | 14 червня 2024          |
| 12 | «Музика вночі прекрасна, але може бути занадто сильною для соціально незграбних» Транслітерація: «Tsukiyo no Ongakukai wa Utsukushī ga, Komyushō ni wa Mada Hayai» (яп. 月夜の音楽会は美しいが、コミュ障にはまだ早い)                      | Хіросі Ішідорі              | Ая Йошинага  | Хіросі Ішідорі      | 21 червня 2024          |

## Сприйняття
У 2020 році адаптація манґи була номінована на нагороду Next Manga Award у веб-категорії.